# Boreus lokayi
Boreus lokayi är en näbbsländeart som beskrevs av František Klapálek 1901. Boreus lokayi ingår i släktet Boreus och familjen snösländor. Inga underarter finns listade i Catalogue of Life.